# Spooks: The Greater Good
Spooks: The Greater Good (Doble identidad: Jaque al MI5) es una película británica de acción, estrenada el 8 de mayo de 2015 y dirigida por Bharat Nalluri.
En octubre del 2013 se anunció que la exitosa serie de espías británica Spooks tendría una continuación en la película titulada Spooks: The Greater Good.

## Sinopsis
Durante una entrega a Harry Pearce, jefe de contraterrorismo del MI5, el terrorista Adam Qasim escapa de la custodia de la agencia. Poco después, cuando Harry desaparece, a su protegido Will Crombie le es asignada la tarea de encontrarlo, así como impedir un ataque a Londres por parte de Qasim. Durante su búsqueda, Will descubrirá una conspiración que se extiende desde Vietnam hasta el Mediterráneo.

## Personajes

### Personajes principales
| Actor                | Personaje          | Ocupación                                          | Estado | Causa                                                                      |
| -------------------- | ------------------ | -------------------------------------------------- | ------ | -------------------------------------------------------------------------- |
| Peter Firth          | Harry Pearce       | Jefe del Departamento Contra el Terrorismo del MI5 | Vivo   | -                                                                          |
| Kit Harington        | Will Crombie       | Agente de la Sección D                             | Vivo   | -                                                                          |
| Hugh Simon           | Malcolm Wynn-Jones | Analista de Inteligencia de la Sección D           | Vivo   | -                                                                          |
| Tim McInnerny        | Oliver Mace        | Director general                                   | Vivo   | -                                                                          |
| Geoffrey Streatfield | Calum Reed         | Técnico y Analista de Inteligencia, Sección D      | Muerto | Muere luego de que Qasim le disparara en la cabeza                         |
| Tuppence Middleton   | June Keaton        | Agente de la Sección D                             | Viva   | -                                                                          |
| Jennifer Ehle        | Geraldine Maltby   | Miembro del MI5                                    | Muerta | Envenenada por Harry al descubrir su responsabilidad en el escape de Qasim |
| Elyes Gabel          | Adam Qasim         | Terrorista                                         | Muerto | Murió luego de que Will le disparara                                       |
| Lara Pulver          | Erin Watts         | Agente de la Sección D                             | Muerta | Se disparó a sí misma luego de que Qasim le disparara                      |
| Elliot Levey         | Emerson            | Miembro del MI5                                    | Muerto | Murió luego de que Qasim le disparara                                      |
| David Harewood       | Warrender          | Miembro del MI5                                    | Muerto | Murió luego de que un terrorista del grupo de Qasim detonara una bomba     |
| Michael Wildman      | Robert Vass        | Agente de la Sección D                             | Muerto | Asesinado por June al creer que era corrupto                               |

### Personajes secundarios
| Actor               | Personaje    | Ocupación                               | Estado | Causa                                                          |
| ------------------- | ------------ | --------------------------------------- | ------ | -------------------------------------------------------------- |
| Ronan Summers       | Ed Lansbury  | Agente de la CIA                        | Muerto | Murió luego de recibir varios disparos de los hombres de Qasim |
| Eleanor Matsuura    | Hannah Santo | Agente                                  | Viva   | -                                                              |
| Max Cavenham        | -            | Agente del MI5                          | -      | -                                                              |
| Graham Curry        | -            | Agente y Analista de Vigilancia del MI5 | -      | -                                                              |
| Shina Shihoko Nagai | -            | Agente del MI5                          | -      | -                                                              |
| Laura Swift         | -            | Agente del MI5                          | -      | -                                                              |
| Lasco Atkins        | -            | Proxeneta ruso                          | -      | -                                                              |

## Producción
La película fue dirigida por Bharat Nalluri, quien dirigió el primer episodio de la serie británica Spooks titulado "Thou Shalt Not Kill" en el 2002 y escrita por Jonathan Brackley y Sam Vincent, quienes se convirtieron en los escritores principales de la serie durante sus dos últimos años del 2010 al 2011.
Jane Featherstone y Stephen Garrett de Kudos y Ollie Madden de Shine Group produjeron la película.
En el 2013 se anunció que el actor Peter Firth interpretaría nuevamente el personaje de Harry Pearce. La película comenzó el rodaje en el primer trimestre del 2014.